# Siêu xung thiên
Siêu xung thiên (còn gọi là Đại đao xung thiên, Xung thiên đại đao, Tứ trụ siêu xung thiên, Siêu bát quái, trong dân gian gọi là Siêu ông) là bài đại đao được Hội nghị chuyên môn toàn quốc lần 2 do Liên đoàn Võ thuật Cổ truyền Việt Nam tổ chức năm 1994 bình chọn, thống nhất là một trong những bài binh khí tiêu biểu cho quốc võ dân tộc. Sau khi bình chọn, bài được giới thiệu, tập luyện tại các võ đường võ cổ truyền và đưa vào chương trình thi đấu, biểu diễn bắt buộc trong toàn quốc.

## Lời thiệu
Lời thiệu của bài, trừ câu bái tổ khởi đầu và kết thúc, là một bài thơ theo thể Đường luật thất ngôn bát cú (bảy chữ tám câu). Một số võ đường có dị bản của bài thiệu này chỉ bao gồm 7 câu, có một số câu khác biệt, cho thấy những sai lạc về lời thiệu là hiện tượng rất phổ biến trong các môn phái võ thuật của Việt Nam.
Bái tổ
Xung thiên đề đao trảm phản nghinh
Lôi phong trá tẩu quỷ thần kinh
Đê đầu tầm thụ lai phụng tấn
Trảm phạt trung bình tọa ngưu canh
Long thăng hổ giáng loan xa sát
Tiềm tàng ẩn phục điểu kiên thinh
Lạc mã bàng phi lai cấp thích
Tứ trung bình tọa phục môn sanh
Đề đao lập bộ - bái tổ y như tiên
Tạm dịch nghĩa:
Bái tổ
Chọc trời đề đao chém ngược về sau
Gió cuồn cuộn thổi, vờ chạy khiến quỷ thần kinh sợ
Ngoái đầu nép cây, lại tiến lên
Chém giữa vòng, ngồi xuống như trâu cày
Rồng lên cọp xuống xoay như vần bánh xe
Nép dấu trốn nằm chim sợ tiếng
Rớt ngựa bay xuống lập tức đâm nhanh
Bốn phía cùng ngồi xuống, về nẻo sống
Đề đao đứng bái tổ như ban đầu

## Đặc điểm
Bài sử dụng đại đao, một loại binh khí tương đối ít phổ dụng trong các võ đường hiện nay, thường chỉ truyền dạy cho các môn đồ cao cấp.